# Avventure in paradiso
Avventure in paradiso (Adventures in Paradise) è una serie televisiva statunitense in 91 episodi andati in onda per la prima volta nel corso di tre stagioni dal 1959 al 1962 sulla rete ABC.

## Trama
Dopo la guerra di Corea, il capitano Adam Troy si stabilisce in un'isola a sud del Pacifico e vive trasportando persone e merci da Hong Kong alle isole Pitcairn sulla sua barca chiamata Tiki III.

## Personaggi e interpreti

### Personaggi principali
- Adam Troy (stagioni 1-3), interpretato da Gardner McKay.
- Clay Baker (stagioni 2-3), interpretato da James Holden.
- Chris Parker (stagione 3), interpretato da Guy Stockwell.

### Personaggi secondari
- Kelly (stagioni 2-3), interpretata da Lani Kai.
- Ispettore Bouchard (stagioni 2-3), interpretato da Marcel Hillaire.
- Oliver Kee (stagioni 1-2), interpretato da Weaver Levy.
- Penrose (stagioni 1-2), interpretato da George Tobias.
- Renee (stagioni 1-2), interpretata da Linda Lawson.
- Amanda Dawson (stagioni 1-3), interpretata da Pippa Scott.
- John Briggs (stagioni 1-3), interpretato da Simon Oakland.
- Ling (stagioni 1-3), interpretato da Philip Ahn.
- Capitano Seiu (stagioni 1-2), interpretato da Jerado Decordovier.
- Geoffrey Carey (stagioni 1-2), interpretato da Murray Matheson.
- Amy (stagioni 1-2), interpretata da Fay Spain.
- Bulldog Lovey (stagione 2), interpretato da Henry Slate.
- Darcy (stagione 2), interpretato da John Alderson.
- Luana (stagione 2), interpretata da Chana Eden.
- Charlie Bassett (stagione 2), interpretato da Cecil Kellaway.
- Maggie Thornhill (stagione 2), interpretata da Susan Oliver.
- Charles Arnoux (stagione 2), interpretato da John Van Dreelen.
- Capitano Manu (stagione 2), interpretato da Juano Hernández.
- Bates (stagione 2), interpretato da Alan Caillou.
- Sondi  (stagione 2), interpretato da Sondi Sodsai
- Lili Montegro (stagione 2), interpretata da Marilyn Maxwell.
- Dr. Morgan (stagione 2), interpretato da Herbert Marshall.
- Deborah Baxter (stagioni 2-3), interpretata da Peggy Ann Garner.
- Danielle Arnoux (stagione 2), interpretata da Diane Baker.
- Bert Elston (stagione 2), interpretato da Michael David.
- Miller (stagione 2), interpretato da Martin Landau.
- Hubert (stagione 3), interpretato da Arthur Malet.
- Crandall (stagione 3), interpretato da Kent Smith.
- Capitano Arthur Butcher (stagione 3), interpretato da Alan Hale Jr..
- Barbara Lyons (stagione 3), interpretata da Bethel Leslie.
- Colonnello Tomlinson (stagione 3), interpretato da Dan O'Herlihy.

## Episodi
| Stagione         | Episodi | Prima TV originale |
| ---------------- | ------- | ------------------ |
| Prima stagione   | 30      | 1959-1960          |
| Seconda stagione | 35      | 1960-1961          |
| Terza stagione   | 26      | 1961-1962          |